# Lüßhof
Lüßhof ist eine Einöde in der Gemeinde Rettenbach im schwäbischen Landkreis Günzburg in Bayern. 

## Geographie
Der Ort liegt circa drei Kilometer nordöstlich von Rettenbach.